# Гринвілл (Ліберія)
Гринвілл (англ. Greenville) — місто в Ліберії.

## Географія
Розташоване на південному сході центральної частини країни, за 275 км від столиці країни, міста Монровія. Адміністративний центр графства Сіное. Третій найбільший порт Ліберії.

### Клімат
Місто знаходиться у зоні, котра характеризується мусонним кліматом. Найтепліший місяць — березень із середньою температурою 26,3 °C (79.3 °F). Найхолодніший місяць — серпень, із середньою температурою 24 °С (75.2 °F).
| Клімат Гринвілла        | Клімат Гринвілла | Клімат Гринвілла | Клімат Гринвілла | Клімат Гринвілла | Клімат Гринвілла | Клімат Гринвілла | Клімат Гринвілла | Клімат Гринвілла | Клімат Гринвілла | Клімат Гринвілла | Клімат Гринвілла | Клімат Гринвілла | Клімат Гринвілла |
| Показник                | Січ.             | Лют.             | Бер.             | Квіт.            | Трав.            | Черв.            | Лип.             | Серп.            | Вер.             | Жовт.            | Лист.            | Груд.            | Рік              |
| Середня температура, °C | 25,4             | 25,9             | 26,3             | 26,3             | 25,9             | 25               | 24,2             | 24               | 24,5             | 25,1             | 25,5             | 25,2             | 25,3             |
| Норма опадів, мм        | 41.6             | 67               | 106.2            | 138.3            | 266.7            | 407              | 307.3            | 314.8            | 408.2            | 258.1            | 146.2            | 80.6             | 2542             |
| Днів з опадами          | 3,5              | 4,3              | 7,4              | 10,9             | 19,5             | 21,6             | 19,5             | 21,9             | 23,5             | 19,4             | 14,3             | 7,7              | 173,5            |
| Вологість повітря, %    | 80.9             | 81.5             | 82.4             | 82.8             | 85.3             | 85.9             | 85.2             | 87.1             | 87.3             | 85.4             | 85.5             | 83.6             | 84.4             |
| ----------------------- | ---------------- | ---------------- | ---------------- | ---------------- | ---------------- | ---------------- | ---------------- | ---------------- | ---------------- | ---------------- | ---------------- | ---------------- | ---------------- |
| Джерело: Weatherbase    |                  |                  |                  |                  |                  |                  |                  |                  |                  |                  |                  |                  |                  |

## Історія та економіка
Гринвілл сильно постраждав під час громадянської війни в Ліберії, проте був частково відновлений в районі порту. До громадянської війни економіка міста базувалася на експорті деревини, гуми і сільськогосподарської продукції. Поблизу міста знаходиться національний парк Сапо.

## Населення
За даними на 2013 рік чисельність населення становить 17 574 осіб.
Динаміка чисельності населення міста по роках:
| 2008   | 2013   |
| ------ | ------ |
| 16 434 | 17 574 |